# Livio Sangulin
Livio Sangulin es un deportista italiano que compitió en vela en la clase Star. Ganó una medalla de bronce en el Campeonato Mundial de Star de 1953.

## Palmarés internacional
| Campeonato Mundial | Campeonato Mundial | Campeonato Mundial | Campeonato Mundial |
| Año                | Lugar              | Medalla            | Clase              |
| ------------------ | ------------------ | ------------------ | ------------------ |
| 1953               | Nápoles (Italia)   | Medalla de bronce  | Star               |